# Francisco Palmieri
Francisco Luis Palmieri es un diplomático estadounidense, que se desempeñó de forma interina como Subsecretario de Estado para Asuntos del Hemisferio Occidental desde enero de 2017 hasta octubre de 2018. En julio de 2018, el presidente Donald Trump anunció su intención de nominarlo como embajador en Honduras. En junio de 2022 asumió como embajador encargado de Estados Unidos en Colombia.

## Carrera
Antes de ingresar al servicio exterior, asistió a la Escuela de Asuntos Públicos Lyndon B. Johnson de la Universidad de Texas, y obtuvo su título de grado en política en la Universidad de Princeton. Realizó una maestría en estudios estratégicos internacionales en el Colegio Nacional de Guerra de la Universidad Nacional de Defensa.
De 2012 a 2014, se desempeñó como secretario ejecutivo adjunto en la Secretaría Ejecutiva del Departamento de Estado. Se desempeñó como director de la oficina de política, planificación y coordinación de la oficina de asuntos del hemisferio occidental. También ocupó cargos en las embajadas estadounidenses en República Dominicana, El Salvador, España y Honduras. Dirigió la oficina de programas para Iberoamérica y el Caribe de la oficina de narcóticos internacionales y cumplimiento de la ley (INL). Fue director de la oficina de la embajada en Bagdad entre 2010 y 2011.  También se desempeñó como director de la oficina del cercano oriente y del sur y centro de Asia en la oficina de democracia, derechos humanos y trabajo (DRL). Fue subsecretario adjunto para América Central y el Caribe entre enero de 2014 y enero de 2016. Fue subsecretario de Estado Encargado para Asuntos del Hemisferio Occidental desde enero de 2017 hasta noviembre de 2018.
Siendo embajador de Colombia durante 2022, en junio de 2023 es nombrado en paralelo como el nuevo jefe de misión diplomática que dirigirá la Embajada de Venezuela, sustituira a James Story, quien dejó el cargo oficialmente el 19 de mayo. Palmieri seguirá desempeñando también la función de Encargado de Negocios de la Embajada de Estados Unidos en Bogotá. Palmieri dirigirá la misión diplomática venezolana desde la Embajada de Estados Unidos en Colombia.